# Buffalo Bills 1976
La stagione 1976 dei Buffalo Bills è stata la settima della franchigia nella National Football League, la 17ª complessiva. Con Lou Saban come capo-allenatore, dimessosi dopo la settimana 5 dopo un record di 2-3, la squadra ebbe un record di 2-12, classificandosi quinta nella AFC East Division e mancando l'accesso ai playoff per il secondo anno consecutivo.
La stagione iniziò in maniera turbolenta, con O.J. Simpson che chiese di essere scambiato per una disputa contrattuale. Alla fine firmò un contratto triennale del valore di 2,5 milioni di dollari. Dopo avere vinto due delle prime quattro gare, la squadra perse tutte le ultime dieci.

## Roster
| Roster dei Buffalo Bills nel 1976 |
| --- |
| Quarterback - 17 Gary Marangi - 12 Joe Ferguson Running Back - 25 Roland Hooks - 36 Jeff Kinney FB - 35 Darnell Powell - 38 Eddie Ray - 32 O.J. Simpson Wide Receiver - 81 Bob Chandler - 86 Emmett Edwards - 89 Bob Gaddis - 88 Reuben Gant WR/TE - 80 John Holland Tight End - 85 Fred Coleman - 87 Paul Seymour Offensive Linemen - 60 Bill Adams G - 68 Joe DeLamielleure G - 70 Dave Foley T - 74 Donnie Green T - 76 Joe Devlin T - 67 Reggie McKenzie G - 53 Mike Montler C - 61 Willie Parker G/C - 65 Bob Patton C Defensive Linemen - 71 Mike Kadish DT - 50 Mark Johnson DE - 69 Ken Jones DE - 75 Jeff Lloyd DT - 79 Marty Smith DT - 83 Sherman White DE - 77 Ben Williams DE Linebacker - 30 Bo Cornell - 52 Merv Krakau - 51 Dan Jilek - 56 Bob Nelson - 54 Tom Ruud - 55 John Skorupan Defensive Back - 29 Mario Clark CB - 22 Steve Freeman FS - 43 Tony Greene FS - 28 Dwight Harrison CB - 24 Doug Jones SS - 46 Keith Moody CB Special Team - 7 Marv Bateman P - 5 George Jakowenko K Lista delle riserve - 34 Jim Braxton FB (IR) |
| Legenda - I rookie sono in corsivo. - Il primo ruolo è il principale mentre gli eventuali successivi indicano i ruoli secondari. - (IR) sta per Injured Reserve ed indica la lista ristretta per un solo giocatore infortunato che può tornare ad allenarsi dopo la settimana 6 e a rientrare in prima squadra dopo che questa ha giocato 8 partite. - (NF-Inj.) / (NF-Ill.) stanno rispettivamente per Non-Football Injured e Non-Football Illness ed indicano le liste dove viene inserito un giocatore che ha un infortunio o una malattia non dipendente dal football americano. - (PUP) sta per Physically Unable to Perform ed indica la lista dove viene inserito un giocatore mentre è in attesa di recuperare la condizione fisica. Nella stagione regolare dopo la sesta partita giocata dalla propria squadra, il giocatore ha tempo tre settimane per riprendere ad allenarsi, più tre settimane aggiuntive dal suo rientro agli allenamenti per rientrare in prima squadra.                                                               |

Fonte:

## Calendario
| Stagione regolare |                   |                         |           |          |
| Turno             | Data              | Avversario              | Risultato | Pubblico |
| 1                 | 13 settembre 1976 | Miami Dolphins          | S 30–21   | 77,683   |
| 2                 | 19 settembre 1976 | Houston Oilers          | S 13–3    | 61,384   |
| 3                 | 26 settembre 1976 | at Tampa Bay Buccaneers | V 14–9    | 44,505   |
| 4                 | 3 ottobre 1976    | Kansas City Chiefs      | V 50–17   | 51,909   |
| 5                 | 10 ottobre 1976   | at New York Jets        | S 17–14   | 59,110   |
| 6                 | 17 ottobre 1976   | Baltimore Colts         | S 31–13   | 71,009   |
| 7                 | 24 ottobre 1976   | New England Patriots    | S 26–22   | 45,144   |
| 8                 | 31 ottobre 1976   | New York Jets           | S 19–14   | 41,285   |
| 9                 | 7 novembre 1976   | at New England Patriots | S 20–10   | 61,157   |
| 10                | 15 novembre 1976  | at Dallas Cowboys       | S 17–10   | 51,799   |
| 11                | 21 novembre 1976  | San Diego Chargers      | S 34–13   | 36,539   |
| 12                | 25 novembre 1976  | at Detroit Lions        | S 27–14   | 66,875   |
| 13                | 5 dicembre 1976   | at Miami Dolphins       | S 45–27   | 43,475   |
| 14                | 12 dicembre 1976  | at Baltimore Colts      | S 58–20   | 50,451   |

## Classifiche
| AFC East                |    |    |   |      |     |      |     |     |     |
|                         | V  | S  | P | %    | DIV | CONF | PF  | PS  | STR |
| Baltimore Colts(2)      | 11 | 3  | 0 | .786 | 7–1 | 11–1 | 417 | 246 | V1  |
| New England Patriots(4) | 11 | 3  | 0 | .786 | 6–2 | 10–2 | 376 | 236 | V6  |
| Miami Dolphins          | 6  | 8  | 0 | .429 | 5–3 | 6–6  | 263 | 264 | S1  |
| New York Jets           | 3  | 11 | 0 | .214 | 2–6 | 3–9  | 169 | 383 | S4  |
| Buffalo Bills           | 2  | 12 | 0 | .143 | 0–8 | 2–10 | 245 | 363 | S10 |